# Hyphantrophaga scolex
Hyphantrophaga scolex är en tvåvingeart som först beskrevs av Henry J. Reinhard 1953.  Hyphantrophaga scolex ingår i släktet Hyphantrophaga och familjen parasitflugor.
Artens utbredningsområde är Kalifornien. Inga underarter finns listade i Catalogue of Life.